# Mastax royi
Mastax royi é uma espécie de carabídeo da tribo Brachinini, com distribuição na Costa do Marfim e Senegal.